# 호리 나호코
호리 나호코(堀 菜保子,ほり なほこ 1994년 11월 18일 ~ 일본 도쿠시마현 도쿠시마시)은 일본의 언론인이며 NHK의 여성 아나운서이다.

## 생애
호리 나호코(堀 菜保子) 아나운서는 1994년 11월 18일 일본 도쿠시마현 도쿠시마시에서 태어났다. 그녀는 시부야 교육학원 마쿠하리 고등학교를 거쳐, 도쿄대학교 교육학부 교육 실천·정책학 코스를 졸업하고 2017년에 NHK에 입사했다. 입사 동기로는 모리타 마리에 아나운서가 있다.

## 에피소드
- 대학시절은 운동회 총무부에 있었고 스포츠 관전을 좋아했다.
- 학창시절에는 Abema TV의 뉴스 진행자를 맡았다.
- 3살 무렵에 취미인 피아노를 시작했었지만 검도에서 다친 손으로 피아노를 치고 있었던 적도 있었다. 그리고 유치원 때부터 중학교 졸업 때까지 취미인 검도를 했었다.
- 2016년 8월 19일에 도쿄대학교 대표로, 『미스&미스터 캠퍼스 콘테스트 2016』에 출장했었다.
- 니혼TV 계열 정보 프로그램 「PON!」의 2014년도의 날씨 언니 오디션에 나갔지만 불합격을 받았던 적이 있다.